# Cyril Seedhouse
Cyril Norman Seedhouse, né le 10 avril 1892 à Leighton Buzzard et décédé le 21 janvier 1966 à Exminster, est un athlète britannique spécialiste du 400 mètres. Son club était les Blackheath Harriers.

## Biographie

### Palmarès
| Date | Compétition           | Lieu      | Résultat | Performance  |
| ---- | --------------------- | --------- | -------- | ------------ |
| 1912 | Jeux olympiques d'été | Stockholm | 3e       | 3 min 23 s 2 |

### Records
| Épreuve    | Performance | Lieu | Date |
| ---------- | ----------- | ---- | ---- |
| 400 mètres | 49 s 1      |      | 1912 |